# Новые Кубиязы
Новые Кубиязы — упразднённая в 1986 году деревня Аскинского района БАССР. Входила на год упразднения в состав Кигазинского сельсовета.

## География
В 1952 году в 12 км от центра сельсовета — с. Кигазы и в 51 км от станции Щучье Озеро.

## История
В 1952 году — деревня Ново-Кубиязы Кигазинского с/с.
Ликвидирована согласно Указу Президиума ВС Башкирской АССР от 12.12.1986 N 6-2/396 «Об исключении из учётных данных некоторых населенных пунктов».